# 국어능력인증시험
국어능력인증시험은 한국어를 모국어로 하는 학생과 일반인을 대상으로, 국어에 대한 이해와 사고력을 평가하는 시험이다. 영문 명칭은 'Test of Korean Language'으로, 줄여서 토클(ToKL)이라고 부르기도 한다. 국어지식, 국어문화, 어법 위주의 기초적 언어능력평가에만 치우친 기존의 국어 시험과 달리, 국어를 통해 종합적인 이해와 추론, 비판적이고 창의적인 사고를 할 수 있는지를 중점적으로 평가한다. 평가영역은 크게 언어기초영역(어휘,어법,어문규정), 기능영역(듣기,읽기,쓰기), 사고력영역(이해,추론,비판,창의)으로 나뉜다. 재단법인 한국언어문화연구원에서 주관하며, 매년 홀수 월에만 시행된다. 2009년에 처음으로 ‘국가공인자격’을 취득하였으며, 현재 각종 기업체 입사 및 인사, 대학 및 대학원, 특수목적고 입시에 국어능력우수성 입증자료로 활용되고 있다. 2011년 11월부터는 의·치의학교육입문검사의 언어추론영역을 대체하게 되었고, 앞으로는 법학적성시험에도 성적이 일정부분 반영될 것으로 예상되고 있다.

## 시험개요

### 응시대상
한국어를 모국어로 사용하는 학생과 일반인을 대상으로 한다. 한국어는 영어, 중국어, 스페인어와 같이 ‘대한민국이라는 하나의 국가에서 사용되는 언어’라는 뜻을 담고 있는 반면, 국어는‘한국어를 모국어로 사용하는 사람들이 쓰는 말’로서의 한국어를 의미한다. 따라서 국어능력인증시험은 한국어를 모국어로 쓰는 내국민을 대상으로 한다.

### 시험의 신설 및 배경
국어능력인증시험은 기존에 국어지식, 국어문화, 어법과 같이 형식적이고 기초적인 언어능력만을 측정했던 국어시험에 맞서, 창조적이고 종합적인 국어사용능력 및 언어적 사고력을 평가하기 위해 신설되었다. 2001년 5월 처음 시행되었고, 2005년 제정된『국어기본법』제4장, 제23조(국어능력의 검정)에 따라 공식적인 국어능력검정시험으로 지정되었다.

### 시험의 목적
시험의 신설배경에 따라, 국어능력인증시험은 종합적이고 창조적인 국어사용능력 및 사고력 평가를 주목표로 한다. 따라서 '한국어'의 형식적 기능만을 단편적으로 평가하지 않고, 모국어 화자의 '국어'에 대한 사고력을 고루 측정하고자 한다. 이는 언어를 모국어로서 사용하는 것과 일반적인 의사소통을 위한 도구로서 쓰는 것이 사뭇 다르기 때문이다. 모국어로서의 언어는 단지 의사소통에 도움을 주는 것을 넘어서, 사용자 개인의 사고에 지대한 영향을 끼친다. 때문에 모국어로서의 국어능력을 평가하는 국어능력인증시험은 국어에 대한 사고력 측정을 평가 기본 방향으로 삼는다. 그리하여 궁극적으로 국어 사용자가 일상생활에서 보다 실적이고 유연한, 합리적이면서 동시에 창조적인 국어사용을 할 수 있도록 장려한다.

### 출제기관
국어능력인증시험의 출제 및 평가는 모두 재단법인 한국언어문화연구원에서 주관한다. 이 연구원은『국어기본법』시행령에 의거하여 “올바른 국어 규범 확립과 창조적인 국어 문화 발전을 도모”하기 위하여, 2001년 2월 설립되었다.주로 내국인의 국어사용 실태를 체계적으로 평가하고 정리하여, 올바른 국어생활의 대중화를 위한 연구를 진행한다. 내국인뿐만 아니라 외국인을 위한 한국어 능력 평가 및 교육 사업도 병행하는데, 그 일환으로 실용한국어능력시험과 기초한국어시험을 주관하기도 한다. 이외에도 국어 고전 발굴 및 보급 사업, 국어 정보화 사업 등을 펼치고 있다.

## 시험의 특징

### 평가영역 및 문항구성
평가영역은 크게 언어기초영역과 언어기능영역, 사고력영역으로 나뉜다. 사고력영역을 위한 문항은 따로 구성되지 않고 기능영역의 문항에 함께 출제된다.

우선, 언어기초영역은 국어사용을 위한 형식적 내용에 대한 지식, 기초적 자질을 평가하는 것으로 어휘와 어문규정, 어법을 묻는 문항으로 나뉜다. 어휘문제는 주관식 2문항을 포함하여 총 15문제로, 국어 사용자의 어휘 사용 범위와 질, 독해와 말하기에서의 실제 적용능력과 한자 능력을 평가한다. 한편, 어문규정을 묻는 문항은 객관식 5문제가 출제된다. 국어사용의 기초인 맞춤법과 띄어쓰기, 표준어 사용, 외래어 및 로마자 표기법을 평가한다. 어법문항 역시 객관식 5문항으로 일상생활에서 정확하고 경제적으로 문장을 구사할 수 있는지를 중점적으로 평가한다.

언어기능영역은 듣기와 말하기, 읽기, 쓰기능력을 평가한다. 말하기 능력은 시험 여건상 어법문항과 함께 출제하여 평가한다. 듣기평가는 주관식 2문항을 포함해 총 15문항으로 구성되는데, 여기에서는 종합적 사고력보다도, 실질적이고 상황에 따른 유연하고 창조적인 언어사용능력을 강조한다. 이에 따라, 일상생활에서 자주 접하는 대화나 광고부터 학술적 토론과 강의까지 다양한 범위의 제재를활용한다. 한편 다양한 글에 대한 폭넓은 독해 능력을 평가하는 읽기 영역은 주관식 1문항을 포함해 총 40문항으로 구성된다. 인문, 사회, 자연과학, 예술 등의 내용을 담은 학문적 글뿐만 아니라, 보험약관이나 가전제품 사용설명서와 같이 일상생활에서 흔하게 접할 수 있는 글에 대한 이해와 추론, 비판능력을 측정한다. 궁극적으로는 글에 대한, 글쓴이의 입장에 대한 자신만의 창조적 생각을 개진할 수 있는지 평가한다. 마지막으로 쓰기평가는 객관식 5문항, 주관식 5문항으로 이루어진다. 객관식 문항은 주어진 글의 개요에서 잘못된 점이나 단락 내에서 어색한 문장을 고르는 문제가 주로 출제된다. 이는 수험자가 얼마나 올바르게 글을 전개하고, 단락을 구성할 수 있는지 평가하기 위함인데, 이것은 주관식 문항을 통해 보다 구체적이고 정확하게 측정할 수 있다. 주관식 문항은 주어진 조건을 가지고 글을 읽거나 단어를 사용해서, 바른 문장생성능력과 실용적이고 창의적인 쓰기 능력을 검증한다.

사고력 영역에서는 국어를 통해 사실적 이해와 추론, 비판을 할 수 있는지와 함께 그에 기반하여 창의적으로 생각할 수 있는지를 측정한다. 따라서 듣기와 읽기, 쓰기 문제에 가미되어 출제된다. 예를 들어, 읽기영역의 문제에서 보험약관을 제시한 다음, 계약 요건에 대한 사실적 이해를 묻거나 사고가 벌어진 특정상황에서 계약자가 받을 수 있는 보험혜택은 얼마나 되는지 추론하라는 문제가 나온다. 듣기에서는 토론을 듣고 토론자들의 입장과 논거에 대한 비판을 묻는 문제가 출제된다.

### 평가 방법

#### 시험방법
시험은 1교시와 2교시로 나뉜다. 1교시에는 어휘와 어문규정지식, 읽기능력을 평가하고 2교시에는 듣기와 어법, 쓰기 능력을 측정한다. 1교시 시험은 객관식 57문항, 2교시 시험은 주관식을 포함한 33문항으로 구성된다. 객관식 문항은 모두 5지선다형이며, 전체 90문항 중 80문항을 차지한다. 시험시간은 각각 60분과 70분이며, 중간에 쉬는 시간이 있다.

#### 출제 및 채점방법
문제 출제는 전적으로 (재)한국언어문화연구원에서 담당한다. 시험에 출제되는 문제는 모두 문항별 예상 정답률과 변별도 검사를 통과해야만 한다. 통계를 사용하여 분석했을 때, 예상 정답률은 난이도에 따라 20~80%, 변별도는 20~85% 범위 안의 값이 나와야 정식 문항으로 인정받을 수 있다. 또한 전회(前回) 시험에서의 응답을 분석해 요인분석을 실시한 후, 향후 시험출제에 반영한다. 각 영역별 문항의 상관관계를 분석하여, 특정 영역 간 문항의 상관관계가 매우 높을 경우 문항을 재구성한다. 주관식 문항이 없던 시행 초기에, 요인분석 결과 읽기와 쓰기 문항들의 상관관계가 너무 높아 정확하고 분별 있는 평가를 위해 새로 주관식 유형을 도입한 바 있다.

한편 시험은 총 200점이며, 객관식은 모두 2점, 주관식은 0점부터 4점까지 차등하게 배점된다. 주관식 문항의 채점기준은 각 문항마다 매번 다르며, 공개되지 않는다. 문항별 정오여부도 공개되지 않아 오로지 영역별 점수만 알 수 있다.

### 성적 및 급수
국어능력인증시험은 절대평가로서, 응시자가 획득한 점수에 해당하는 급수를 부여한다. 점수는 각 평가영역별로 산출되며, 영역별 점수의 총합에 따라 급수가 결정된다. 급수는 1급부터 5급까지 다섯 개로 나뉜다. 121점 이상부터 5급이 부여되며, 그 아래는 급수가 부여되지 않는다. 점수별 급수와 각 급수에 해당하는 국어능력수준은 아래와 같이 구분된다.
- 1급 : 185점부터 200점

- 창조적인 국어사용 능력의 소유자(언론인, 방송인, 국어교육자) 수준의 능력 보유

- 2급 : 169점부터 184점

- 우수한 국어사용 능력의 소유자로, 합리적이고 정확한 의사소통 및 업무 수행가능

- 3급 : 153점부터 168점

- 일반 성인이 갖추어야 할 충실한 국어사용능력 소유로, 문서를 통한 공무수행에 지장이 없음.

- 4급 : 137점부터 152점

- 일상적인 국어 생활에 있어서 특별한 지장이 없는 수준이나 보다 폭넓은 독서와 글쓰기가 요구됨.

- 5급 : 121점부터 136점

- 고등학교 교육과정 수준의 언어 사용 능력을 다소 갖춘 상태로, 정확한 어휘선택 및 독해능력 신장이 요구됨.

- 121점 미만: 급수 없음

### 국가공인자격
국어능력인증시험은『자격기본법』제17조에 따라 문화체육관광부로부터 인정받은 국가공인자격이다. 2009년 10월 8일 최초 국가공인을 취득했으며, 2011년 10월 8일 재공인을 승인받았다. 새로 승인받은 국가공인은 2013년 10월 7일까지 유효하다. 국가공인자격으로 지정됨에 따라, 급수를 획득하면 국가자격취득자와 동등한 혜택과 대우를 받을 수 있게 되었고, 학생의 경우 학교생활기록부에 등재하고 상급학교 입시에 우수성 입증자료로 제출할 수 있게 되었다.

## 시험현황

### 응시현황
시험을 주관하는 (재)한국언어문화연구원은 매회 응시현황과 그 분석결과를 구체적으로 공개하지 않는다. 그러나 국가공인자격을 취득하고 점차 활용처가 늘어나면서, 응시자 수가 꾸준히 증가하고 있는 추세라고 한다. 특히 2011년 11월, 의·치의학교육입문검사의 언어추론영역을 대체하게 됨에 따라 20~30대 응시자가 급격히 증가했다고 밝혔다. 그리하여 2008년까지 만 칠천 여명에 그치던 응시자 수가 2012년 4월 기준으로, 평균 5~6만 명 수준으로까지 늘었다고 한다.

### 급수 및 점수분포
응시현황과 마찬가지로 매회 시험의 최고점과 최저점, 평균, 급수 및 점수분포가 구체적으로 공개되지 않는다. 세간에서는 1급을 획득한 사람이 전국에서 손가락으로 꼽을 만큼이라는 소문이 돌기도 했다. 그러나 연구원의 발표에 따르면, 날로 응시자수가 늘어나고 응시자 집단의 수준이 높아짐에 따라 최근 2년 동안 1급 획득자 비율이 조금씩 늘어났다고 한다. 또한 1급 합격자 중 고등학생의 비율이 대학교 재학생 비율보다 높은 것으로 드러났다.

### 활용처
2012년 4월 기준으로, 고등학교와 대학교를 비롯해 언론사, 각종 기업체에서까지 폭넓게 활용되고 있다. 공식적으로 명시된 시험 활용처는 아래와 같다.

- 고등학교
  - 민족사관고등학교 : 전국 중학생 우리말 토론대회 참가자격
- 대학교 (대학 교양국어 및  글쓰기 관련 강좌 대체 및 평가 보조수단, 졸업인증제 )
  - 이화여자대학교 의과대학 및 의학전문대학원
  - 차의과대학교
  - 춘천교육대학교
  - 안양대학교
  - 청주대학교
- 기업체 (입사시험 대체 및 승진 평가 가산점 부여)
  - 한국토지공사
  - 한국지역난방공사
  - 대한민국 육군
  - 한국전력공사
  - 근로복지공단
  - 사이버 경찰청 보관됨 2013-02-15 - 웨이백 머신
- 한국농촌공사
  - 한국농촌경제연구원
  - 우리은행
  - 한국교육방송공사(EBS)
  - 프레시안
  - 국민체육진흥공단

## 같이 보기
- KBS한국어능력시험(KLT)
- 한국어능력시험(TOPIK)
- 세계한국말인증시험(KLPT)